# Èurit (fill de Posidó)
Èurit, (en grec antic Εὔρυτος) va ser, segons la mitologia grega, un fill de Posidó i Molíone. Ell i el seu germà Ctèat eren coneguts com els Moliònides. Els dos germans van ser adoptats per Àctor, germà d'Augias.
Es deia que havien nascut d'un ou de plata semblant al que havia albergat els fills de Leda. De vegades se'ls considera un únic personatge monstruós, amb dos caps i un únic cos. A la Ilíada, on apareixen per primera vegada, es diu que són dos herois, d'estatura i força considerable, però humans. Èurit es va casar amb Terèfone, filla de Dexamen. Tant ell com el seu germà van morir a mans d'Hèracles quan ajudaven el seu oncle Augias a defensar el seu reialme.